# Deadache
Deadache släpptes 23 oktober 2008 och är hårdrocksgruppen Lordis fjärde studioalbum. Bite It Like A Bulldog och Deadache släpptes som singlar. 

## Låtlista
1. SCG IV – 0.42
2. Girls Go Chopping – 4.02
3. Bite It Like a Bulldog – 3.29
4. Monsters Keep Me Company – 5.28
5. Man Skin Boots – 3.42
6. Dr. Sin Is In – 3.47
7. The Ghosts of the Heceta Head – 3.38
8. Evilyn – 4.00
9. The Rebirth of the Countess – 1.59
10. Raise Hell in Heaven – 3.32
11. Deadache – 3.28
12. The Devil Hides Behind Her Smile – 4.12
13. Missing Miss Charlene – 5.10

### Albumets singlar
- Bite It Like A Bulldog
- Deadache